# Vadim Galeev
Vadim Galejev (Russisch: Вадим Галеев) (Petropavl, 7 februari 1992) is een Kazachs wielrenner die anno 2018 rijdt voor Apple Team. Daarvoor reed hij bij RTS-Monton Racing Team, Astana City, Vino 4-ever en Continental Team Astana, de opleidingsploeg van de World Tour-formatie Astana. 

## Overwinningen
2014
2e etappe Ronde van Bretagne
 Aziatisch kampioen op de weg, Beloften
3e etappe Ronde van China II

## Ploegen
- 2014 –  Continental Team Astana
- 2015 –  Vino 4-ever
- 2016 –  Astana City
- 2017 –  RTS-Monton Racing Team
- 2018 –  Apple Team

Axmetov · Ayazbajev · Benfatto · Bïjigitov · Davïdenok · Fedosejev · Gackïy · Galejev · Ïşanov · Koelimbetov · Majdos · Okïşev · Panassenko · Pernebekov · Qojatajev · Rive · Scartezzini · Semenov · Şemyakïn
Axmetov · Gackïy · Galejev · Koelimbetov · Koezmin · Lwşşenko · Miraliev · Natarov · Nikitin · Panassenko · Satlikov · Stalnov · Şteyn · Tsjsjerbinin · Tsoj · Zjoemakan
Adïlov · Ayazbajev · Davïdenok · Fedosejev · Galejev · Gackïy · Gladïlïn · Gorbwşïn · Lavrentev · Lwkyanov · Rïve · Şşerbïnïn · Wsmanov · Zaycev · Zemlyakov